# Goeppertia ornata
Гоппертія орната (Goeppertia ornata, також відома як калатея орната, смугаста, пінстрайп) — декоративно-листяна рослина з родини Марантові (Marantaceae), яка походить з тропічних лісів Колумбії та Венесуели. Часто використовується як кімнатна рослина.

## Опис
Goeppertia ornata росте переважно у вологому тропічному біомі. Рідний ареал — від південно-східної Колумбії до південно-західної Венесуели.
Рослина має прямостоячу та кущисту форму. Зріле листя темно-зелене з тонкими блідо-рожево-білими смужками на верхній поверхні, а нижня сторона має пурпуровий відтінок; досягає довжини до 60 см. Молоде листя широке, овальне, гладке, блискуче та яскраво-зелене. Видовий епітет ornata походить з латини та означає «прикрашений», «оздоблений». Це стосується декоративного вигляду листя цього виду. Квіти білі, маленькі, колосоподібні.
Як і у інших видів гоппертії, листя вночі згортається або складається, а потім знову розкривається на світанку. Це відбувається у відповідь на зміни світла і температури.
Умови вирощування — яскраве, непряме світло або півтінь, волога, добре дренована суміш на основі торфу, тепла температура (18-24 С), висока вологість (60 %). Спосіб розмноження — поділ кореневищ.
Типовими шкідниками рослини є павутинні кліщі, трипси, борошнисті червці, білокрилки та щитівки. Недостатній полив може спричиняти скручування листя, а сухість листків може бути наслідком холодних протягів, нестачі вологості або надмірної кількості прямого сонячного світла.

### Галерея

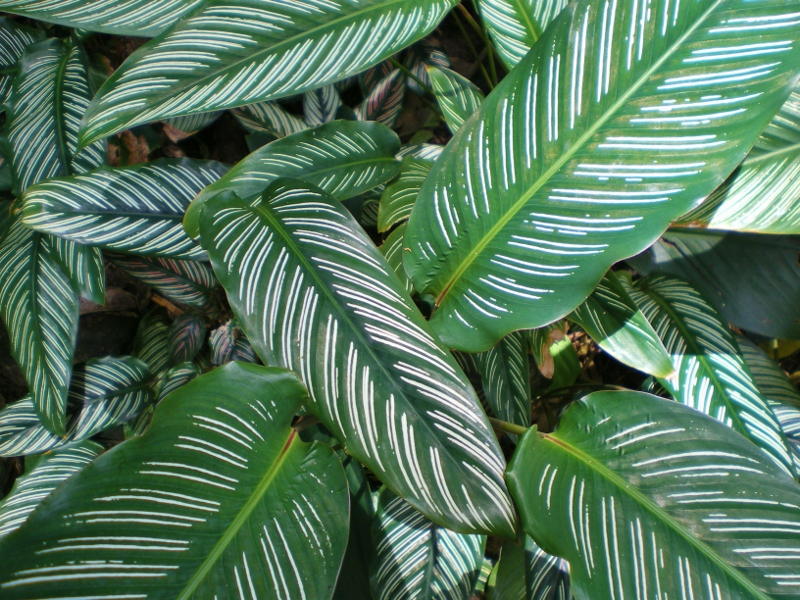
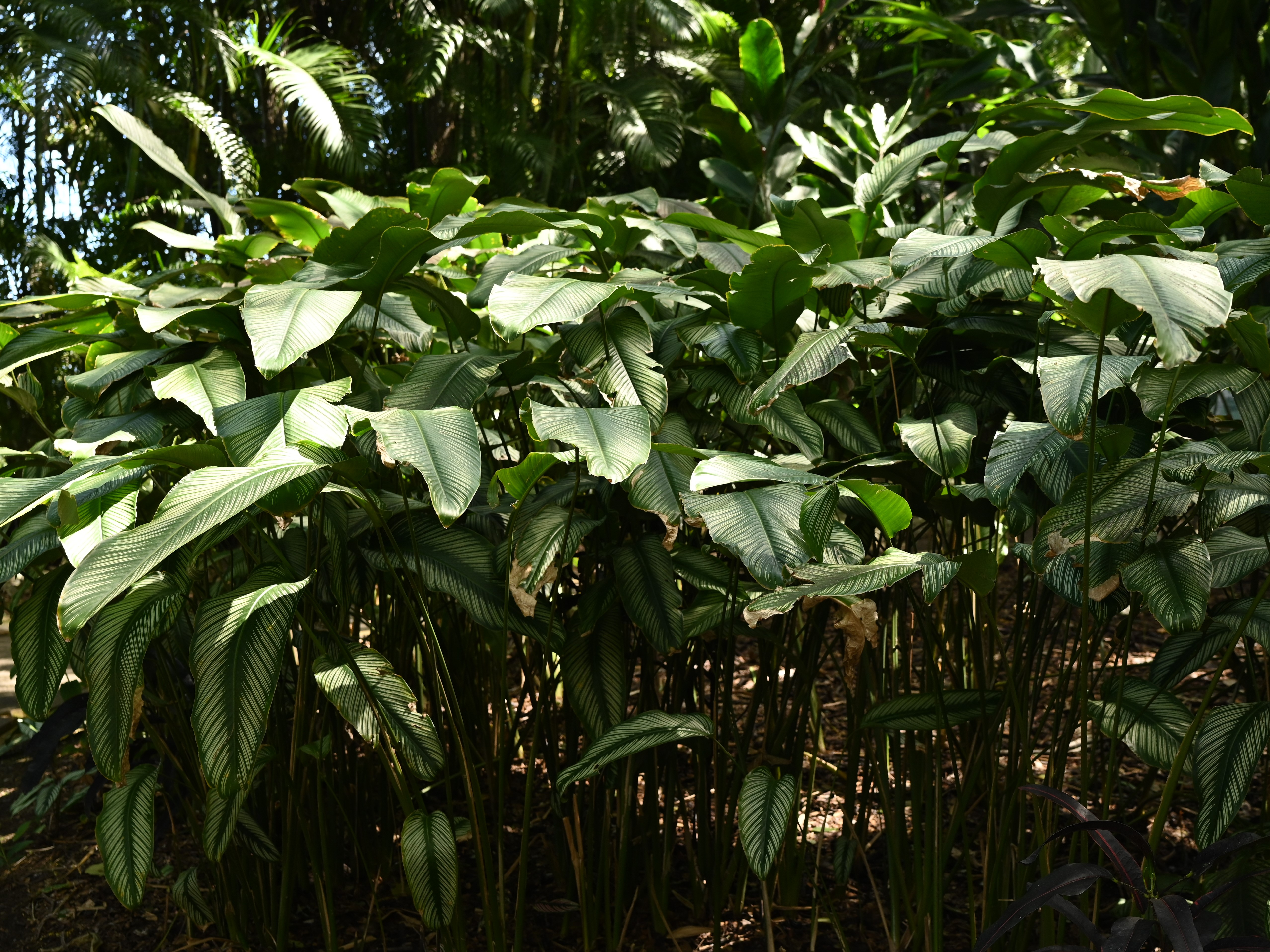
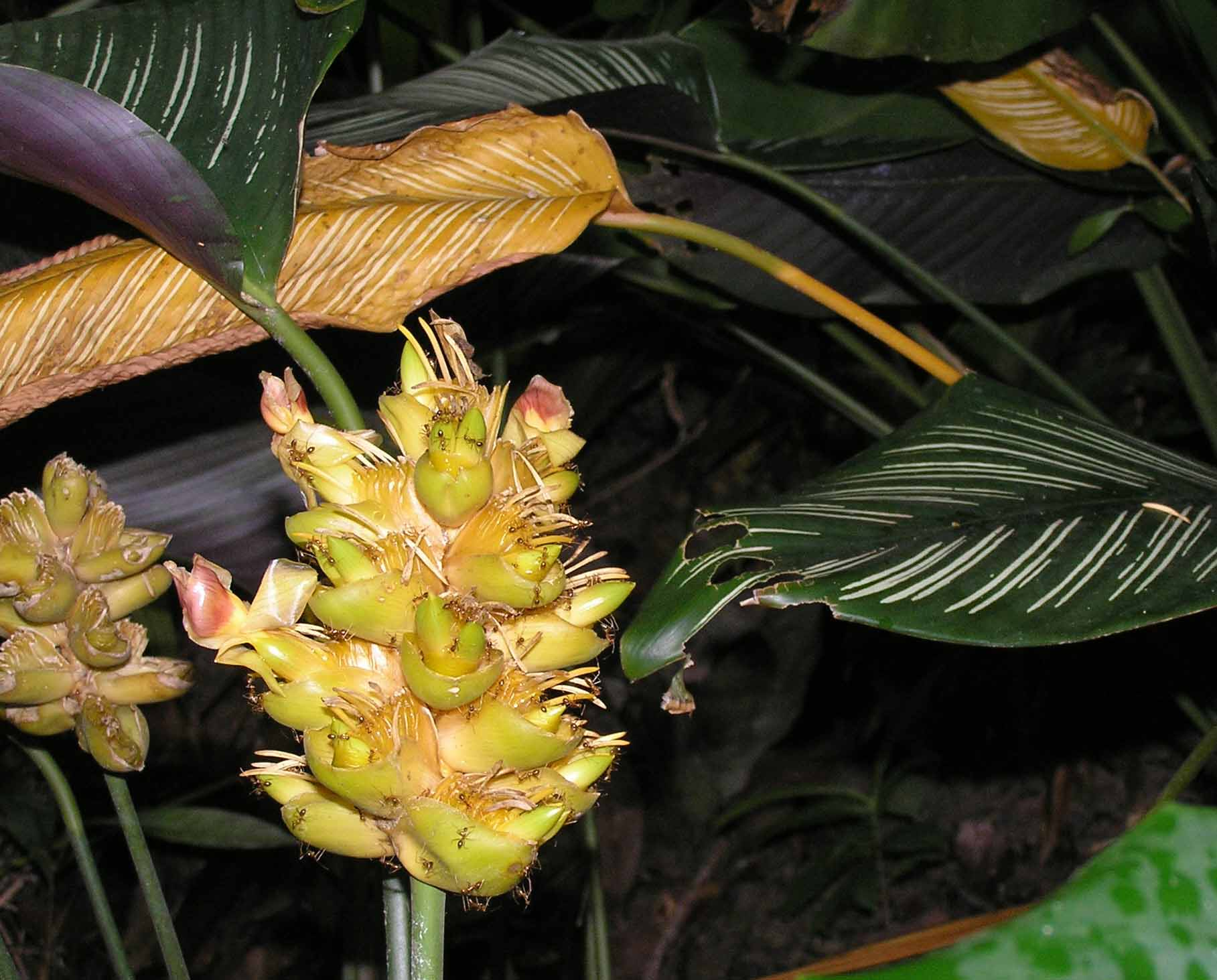